# Mundgod
Mundgod är en ort i Indien.   Den ligger i distriktet Uttar Kannada och delstaten Karnataka, i den sydvästra delen av landet, 1 500 km söder om huvudstaden New Delhi. Mundgod ligger 579 meter över havet och antalet invånare är 17 000.
Terrängen runt Mundgod är platt, och sluttar västerut. Runt Mundgod är det ganska tätbefolkat, med 248 invånare per kvadratkilometer. Mundgod är det största samhället i trakten. Trakten runt Mundgod består till största delen av jordbruksmark.